# Silberhorn Classics
Silberhorn Classics ist ein Automobil- und Motorradmuseum in Nürnberg. Es beherbergt unter anderem die drittgrößte private BMW-Sammlung der Welt und befindet sich im südöstlich gelegenen Stadtteil Fischbach.

## Geschichte
Im Laufe seines Lebens erwarb sich der aus Fischbach bei Nürnberg kommende Bauunternehmer und Hotelier Christian Silberhorn aus allen Teilen der Welt eine Sammlung von etwa 110 Autos, vorrangig der Marke BMW, sowie über 300 Motorrädern, welche großteils aus Nürnberger Produktion stammen. Seit dem Jahr 2017 verfolgte er unter anderem aus Platzgründen das Ziel diese Sammlung im Rahmen eines neuen Ausstellungsgebäudes auch der Öffentlichkeit zugänglich zu machen. Nachdem zunächst noch ein Eröffnungstermin bis 2019 angestrebt wurde, verzögerte sich die Fertigstellung des Baus auf Grund der COVID-19-Pandemie und Materialengpässen bis 2024, sodass die Ausstellung erst im Mai desselben Jahres offiziell eröffnet werden konnte. Mit den Verzögerungen einher ging auch eine annähernde Verdoppelung der Baukosten von anfangs geplanten 3,7 Millionen Euro auf eine Summe, die letztlich über sieben Millionen Euro lag.

## Architektur
Das Ausstellungsgebäude besteht aus zwei V-förmig einander zulaufenden zweigeschoßigen Gebäuderiegeln, die an den Enden einmal horizontal sowie einmal vertikal abgerundet sind und insgesamt rund 3.2000 Quadratmeter Ausstellungsfläche bieten. Die Außenfassade besteht aus einer rötlicher und schwarzer Aluminiumverkleidung und in schwarz gefassten großflächigen Fenstern. Die Farben sollen hierbei eine Homage an die Vereinsfarben des 1. FC Nürnberg, dessen Anhänger Silberhorn ist, darstellen. Die Innenwände bestehen unter anderem Klinkersteinen eines ehemaligen Kornspeichers in den Masuren von 1915, welche mittels zwanzig LKW-Ladungen extra antransportiert wurden. Das historische Mauerwerk in Kombination mit modernen Materialien soll dabei symbolisch zwischen der Vergangenheit und Moderne vermitteln. Die Deckenhöhe beträgt vier Meter.

## Ausstellung

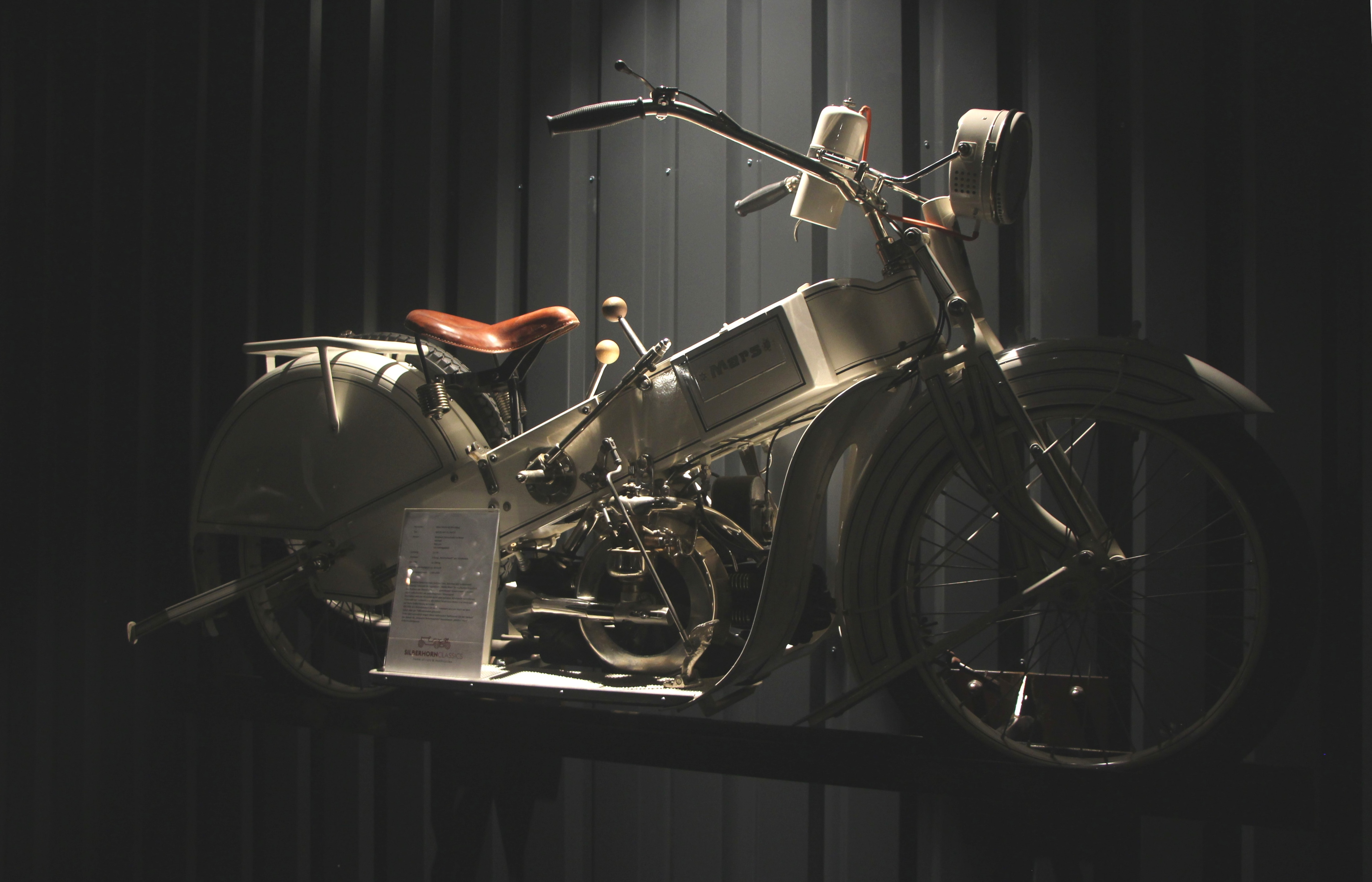
Weiße Mars A20 der ersten Generation aus Nürnberger Produktion

Die Ausstellung zeigt neben rund 90 Automobilen der Marke BMW, etwa 230 Motorräder, die vorwiegend aus Nürnberger Produktion stammen. Folgend eine Auswahl der gezeigten Objekte:
| Automobile - BMW 3/15 - BMW 3/20 - BMW 321 - BMW 328 - BMW 501/502 - BMW Isetta - BMW 2002 turbo - BMW E9 - BMW E28 525 eta - BMW M1 - BMW Z8 - BMW i8 | Motorräder - BMW K1 - BMW R 18 - BMW R 32 - BMW R 35 - BMW R 68 - BMW S 1000 RR - DKW Hummel 115 - Express Kavalier 115 - Hercules Prima 5s - Victoria Fahrmeister - Weiße Mars A20 - Zündapp F - Zündapp KS 750 |

### Galerie

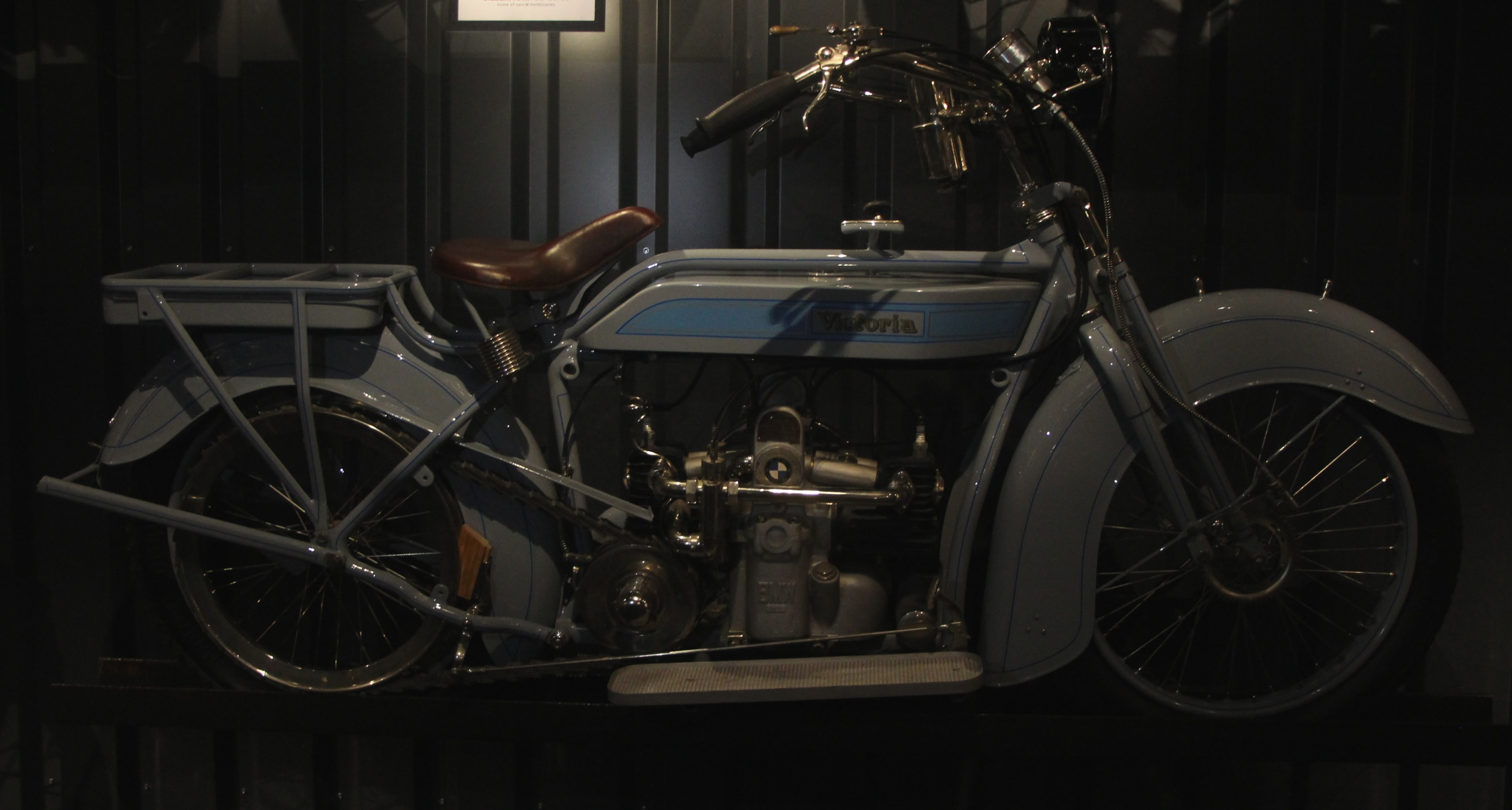
Victoria KR I
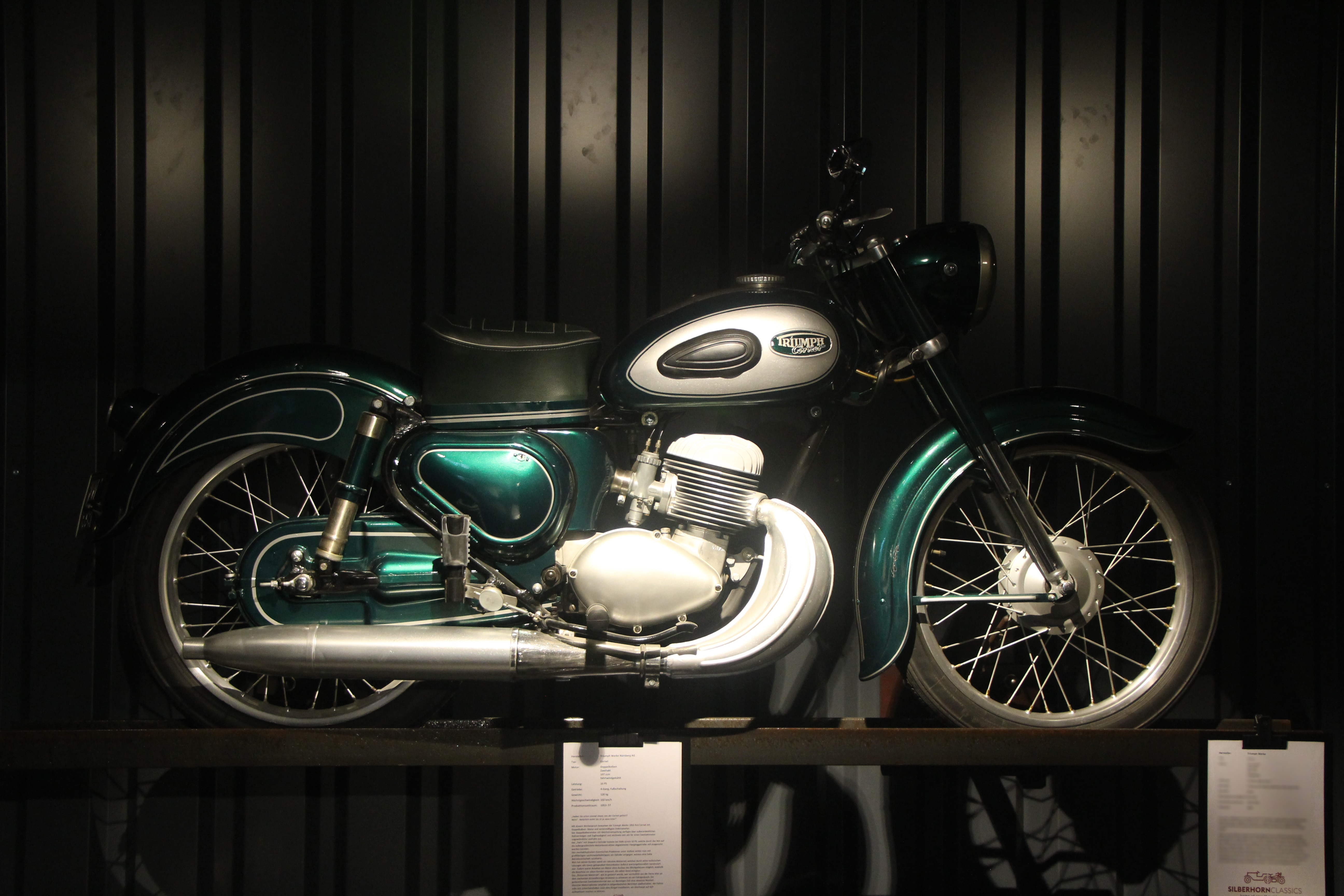
Triumph Cornet
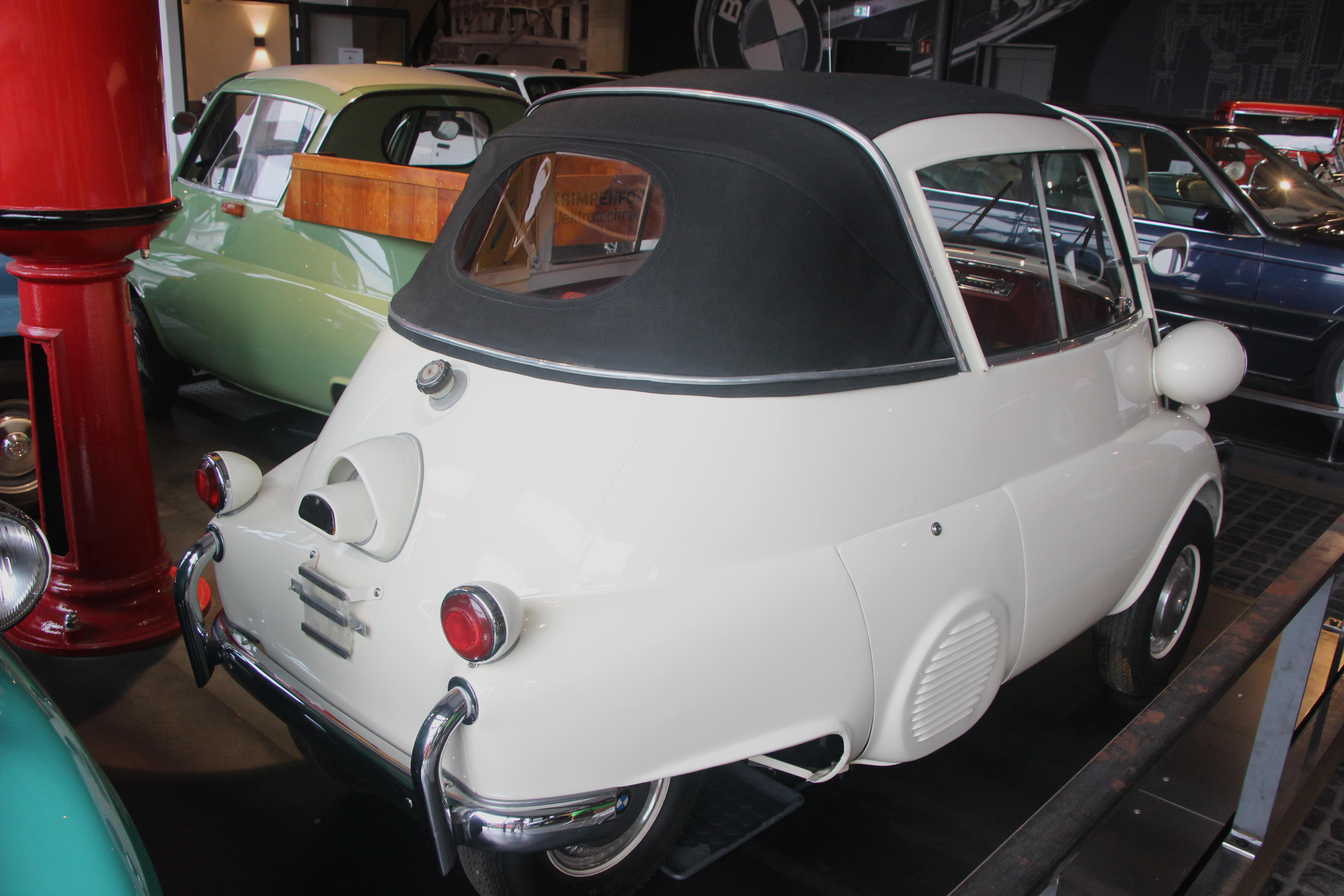
Isetta Convertible US
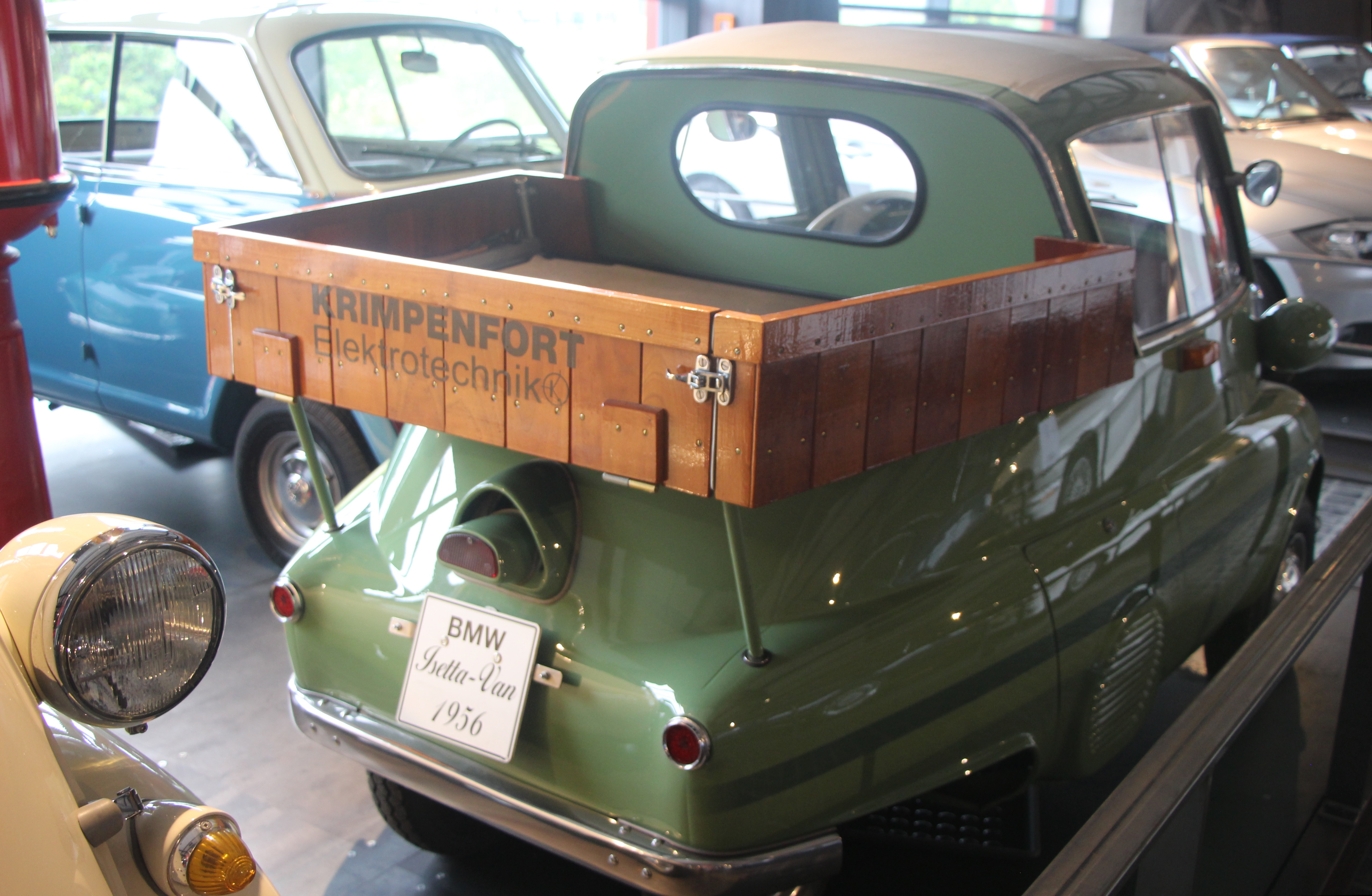
Isetta mit Pritschenaufbau
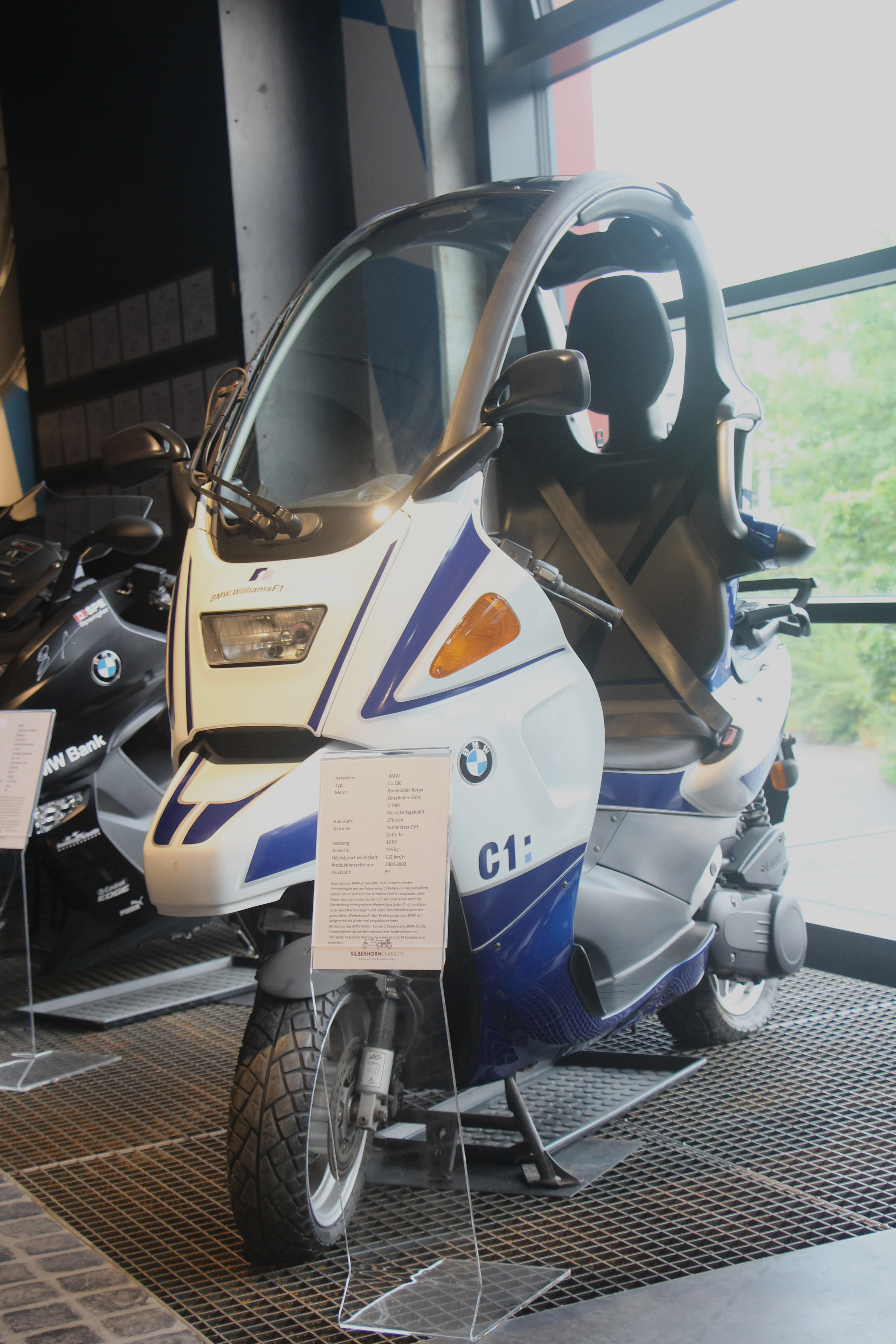
BMW C1-200
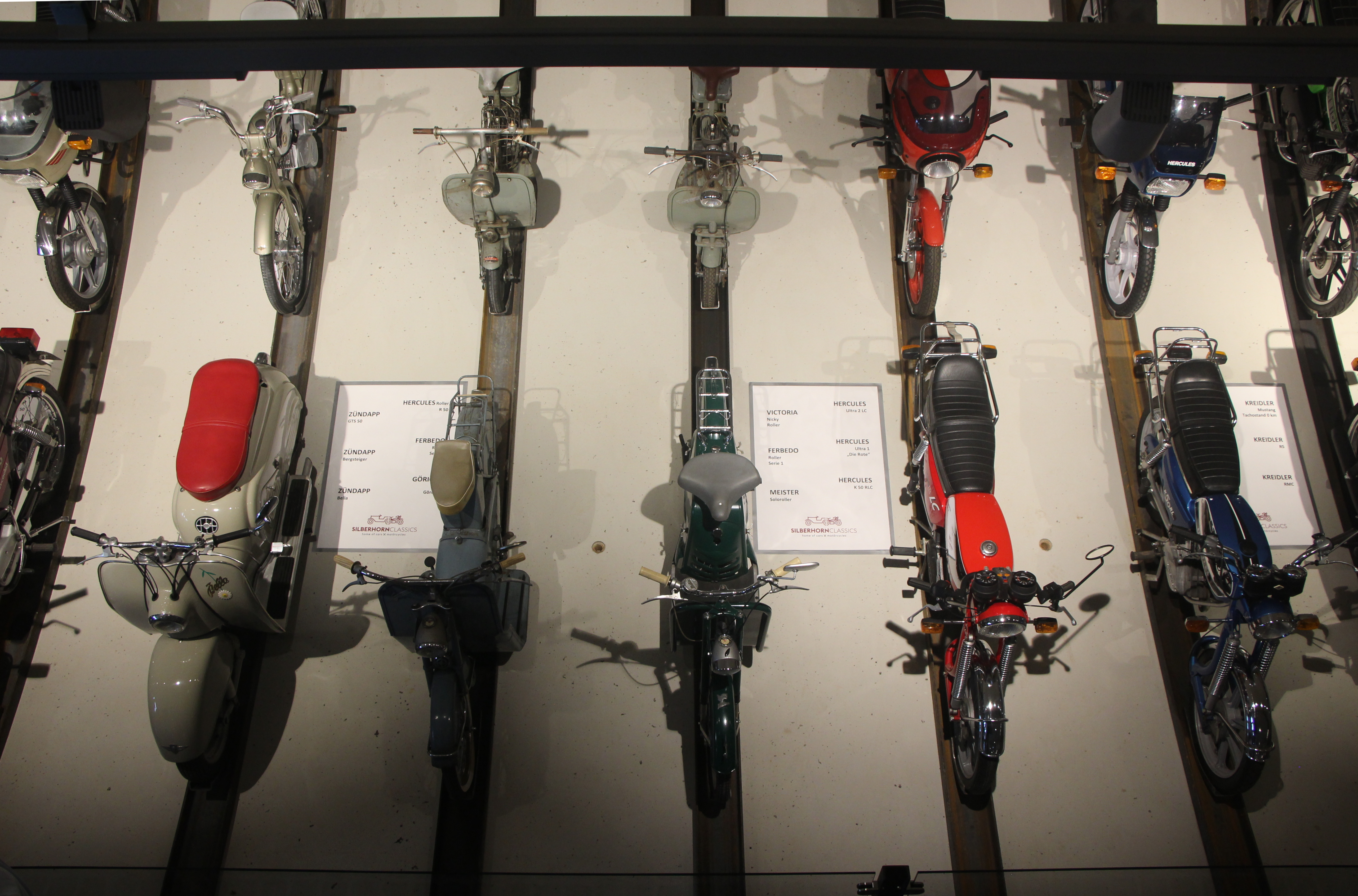
Motorräder in der Neigung
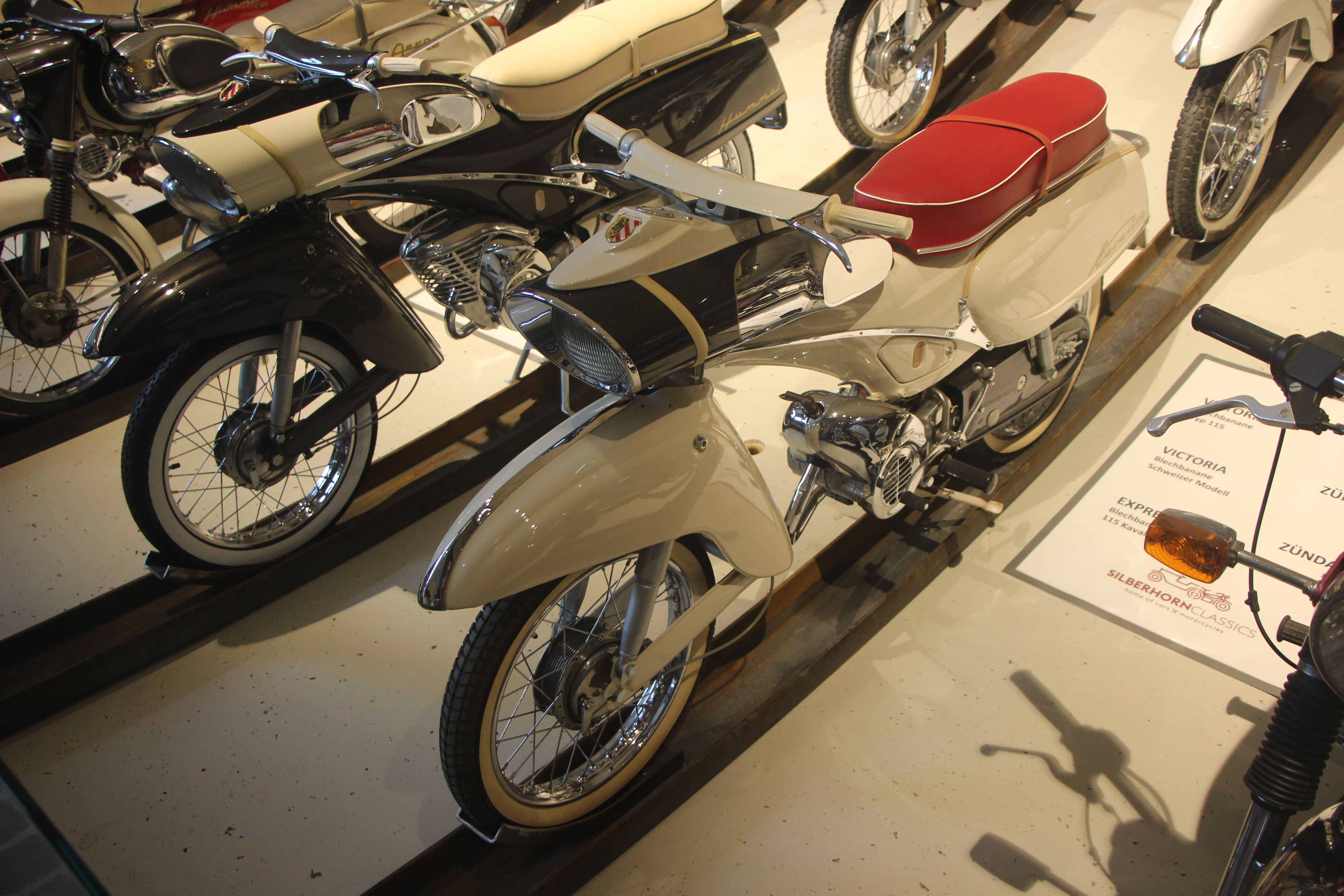
DKW Hummel 115 und beige Express Kavalier 115,
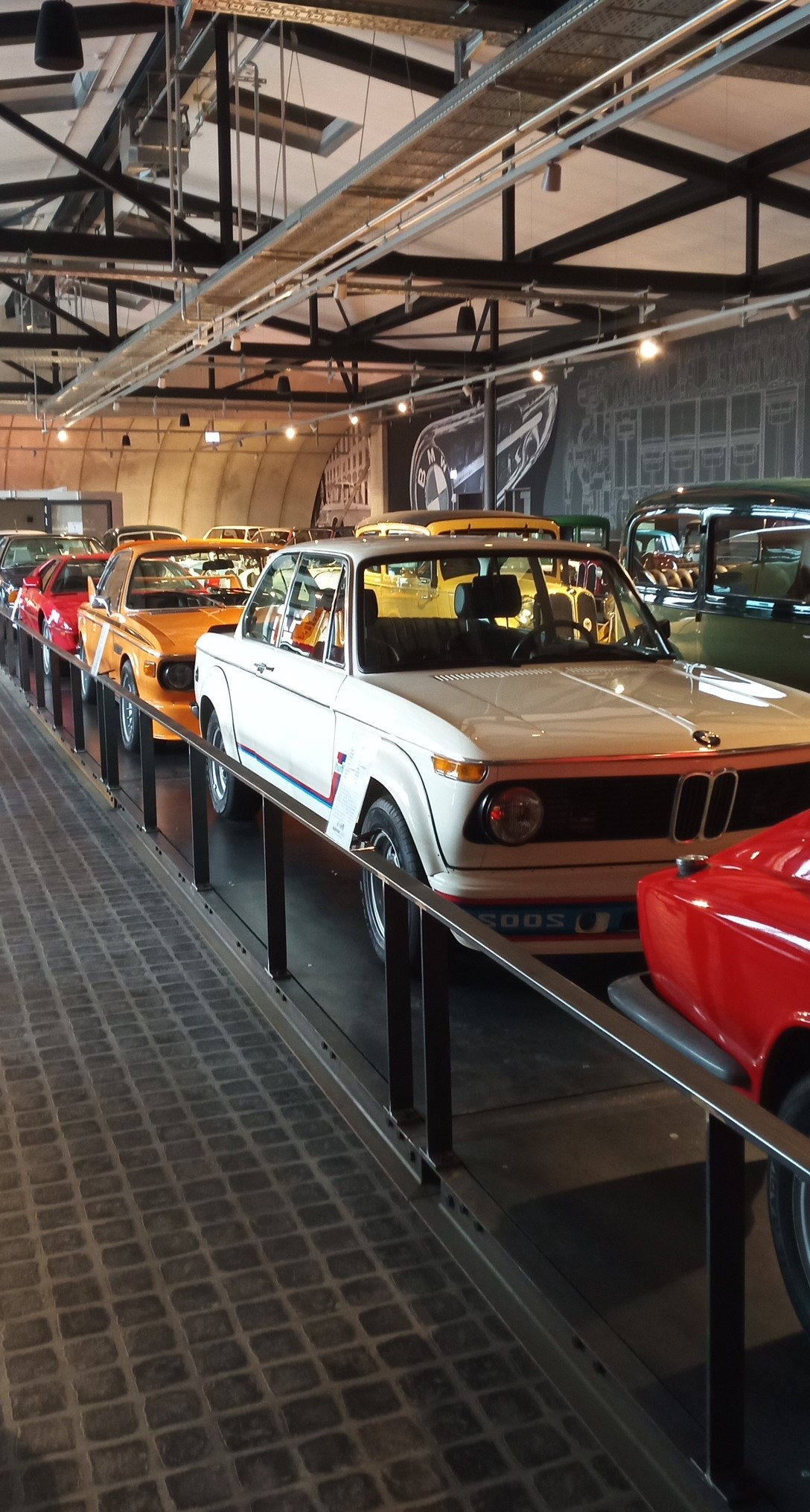
BMW-Ausstellung

## Sonstiges
Das Museum kann auch als exklusive Eventlocation für bis zu 250 Gäste gebucht werden. Im Sommer dient es auch als Veranstaltungsort für das Mobile Kino.